# قميص التدريب
قميص التدريب هو قميص أو سترة ذو كمَّين طويلين مصنوع من مادة قماشية سميكة، عادةً ما تُصنع من القطن الثقيل أو مزيج الأقمشة القطنية مع الألياف الصناعية. تتميز السترة القطنية بكونها فضفاضة ومريحة، وغالبًا ما تُرتدى للدفء أو أثناء ممارسة التمارين الرياضية.

## التاريخ
ظهر قميص التدريب في عشرينات القرن العشرين في الولايات المتحدة، وكان أول من صنعها هو شركة "Knickerbocker Knitting Company"،. صُممت القمصان آنذاك للعمال والرياضيين. بحلول خمسينيات القرن العشرين، بدأت تكتسب شعبية أوسع بين طلاب الجامعات، والشباب بشكل عام.

## التصميم والخصائص
تصنع قمصان التدريب عادةً من قماش مُحاك بطريقة تسمح بالمرونة والتهوية، مع بطانة داخلية ناعمة مصممة لتوفير الدفء. وهي تختلف عن السترات التقليدية من حيث غياب الأزرار أو السحابات، حيث تُرتدى عن طريق سحبها فوق الرأس. غالبًا ما تحتوي على ياقة دائرية وأكمام طويلة، وأحيانًا تُزود بجيوب أمامية أو قبعة.

## الاستخدام
ارتبطت  قمصان التدريب في بداياتها بالملابس الرياضية، إذ ارتداها الرياضيون قبل وبعد التمارين للحفاظ على دفء عضلاتهم. ومع مرور الزمن، أصبحت قطعة شائعة في الملابس اليومية، وتطورت لتشمل أنماطًا وألوانًا وتصاميم متنوعة، بما في ذلك الشعارات والرسومات.